# Иселидзе, Владимир Леванович
Влади́мир Лева́нович Исели́дзе (груз. ვლადიმერ ისელიძე; род. 25 ноября 1948, Тбилиси) — советский ватерполист, тренер. Участник летних Олимпийских игр 1976 года, обладатель Кубка мира 1981 года, серебряный призёр чемпионата Европы 1974 года.

## Биография
В 1973 году окончил Тбилисский политехнический институт.
В 1966—1981 годах играл в водное поло за «Динамо» из Тбилиси на позиции подвижного нападающего. Дважды завоёвывал медали чемпионата СССР — серебро в 1966 году, бронзу в 1967 году. В 1979 году в составе сборной Грузинской ССР стал серебряным призёром летней Спартакиады народов СССР.
В 1973 году в составе студенческой сборной СССР завоевал золото ватерпольного турнира летней Универсиады в Москве, став лучшим бомбардиром.
В 1973—1981 годах выступал за сборную СССР.
В 1976 году вошёл в состав сборной СССР по водному поло на летних Олимпийских играх в Монреале, занявшей 8-е место. Играл на позиции подвижного нападающего, провёл 7 матчей, забил 7 мячей (четыре в ворота сборной Ирана, по одному — Нидерландам, Мексике и Канаде).
В 1981 году завоевал золотую медаль Кубка мира в Лонг-Бич.
После окончания игровой карьеры работал в райкоме КПСС, в 1986 году окончил академию МВД СССР, работал в Министерстве внутренних дел Грузинской ССР, к 1990 году возглавлял ОБХСС в Тбилиси. После отделения Грузии от СССР до 2004 года работал во вневедомственной охране. Дослужился до звания полковника. С 1990 по 1994 год был председателем правления спортивного общества «Динамо».
Заслуженный мастер спорта СССР (1981), мастер спорта СССР международного класса (1970). Кавалер ордена Чести (2003). Заслуженный тренер Грузии (2014).
По окончании игровой карьеры стал тренером. Тренирует сборную Грузии по водному поло.